# عملية كلاوس

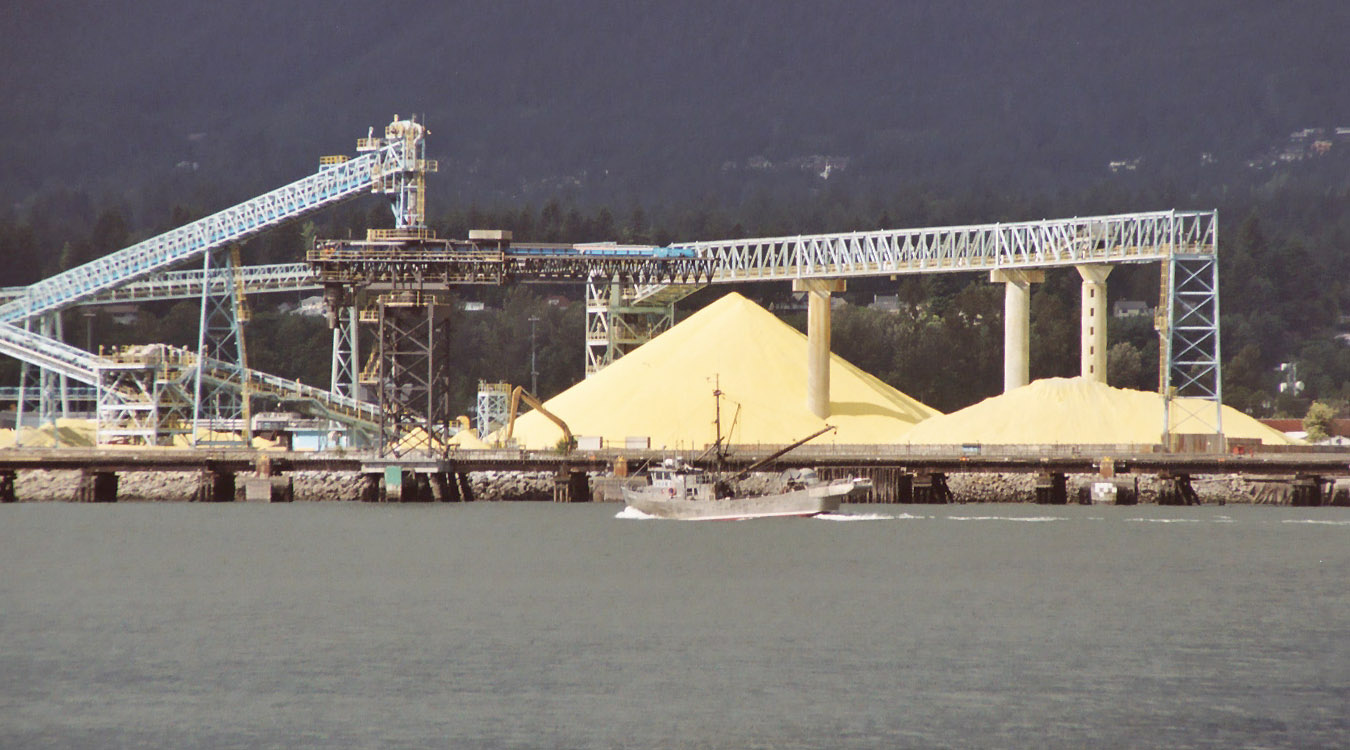
أكوام من الكبريت مكدسة في مقاطعة ألبرتا الكندية بعد استحصالها من النفط الرملي وفق عملية كلاوس.

عملية كلاوس هي عملية صناعية كيميائية مطبقة على نطاق واسع من أجل نزع الكبريت أثناء تكرير النفط ومعالجة الغاز الطبيعي، وذلك بالحصول على عنصر الكبريت من غاز كبريتيد الهيدروجين.
تنسب العملية إلى مخترعها الألماني كارل فريدريش كلاوس Carl Friedrich Claus، الذي طورها سنة 1883.
تعد عملية كلاوس حالياً العملية الصناعية الأساسية للحصول على عنصر الكبريت.

## المبدأ
يعد غاز كبريتيد الهيدروجين المادة الأولية للعملية، وهو يستحصل إما بشكل طبيعي أثناء عملية استخراج النفط والغاز الطبيعي، أو بشكل ناتج ثانوي من عمليات نزع الكبريت المهدرج، والتي تهدف إلى إزالة مركبات الكبريت العضوية غير المرغوب بها من المنتجات النفطية النهائية وذلك بإجراء فصم للرابطة الكيميائية بين الكربون والكبريت C–S على الشكل:
{\displaystyle {\ce {R-S-R + 2 H2 -> 2 RH + H2S}}}
بشكل عام يحول كبريتيد الهيدروجين إلى عنصر الكبريت وفق خطوتين؛ تتضمن الأولى أكسدة جزء من كبريتيد الهيدروجين إلى ثنائي أكسيد الكبريت بأكسجين الهواء، ثم في الخطوة الثانية بإجراء تفاعل تناسب مشترك بين كبريتيد الهيدروجين وثنائي أكسيد الكبريت:
{\displaystyle {\ce {3 O2 + 2 H2S -> 2 SO2 + 2 H2O}}}
{\displaystyle {\ce {SO2 + 2 H2S -> 3 S + 2 H2O}}}
يترك الكبريت ليتكثف، ويستحصل عليه بالشكل النهائي على هيئة المتآصل S8.